# Peace One Day
Peace One Day is een niet-gouvernementele organisatie die in 1999 werd opgericht door de Britse acteur Jeremy Gilley.
Gilley richtte de organisatie op om 21 september, de dag die de Verenigde Naties sinds 1981 de Internationale Dag van de Vrede noemt, een dag te laten zijn waarbij er wereldwijd een staakt-het-vuren wordt aangehouden.
Na samen met twee vrienden duizenden brieven te hebben geschreven, kwam Gilley in contact met Kieran Prendergast, een Brits diplomaat en adjunct secretaris-generaal van de Verenigde Naties. Na uiteindelijk 18 maanden lukte het hem ook om een gesprek te regelen met secretaris-generaal Kofi Annan.
Dit gesprek vond plaats op 7 september 2001 en enkele weken later, op 28 september, besloot de Algemene Vergadering van de Verenigde Naties met Resolutie 55/282 dat de Dag van de Vrede werd uitgebreid tot een dag waarin wordt opgeroepen tot wereldwijde wapenstilstand en geweldloosheid. Op 11 september had Annan hierover een persconferentie willen houden die echter niet plaatsvond vanwege de dramatische momenten van de aanslagen op 11 september 2001.
De organisatie en Gilley werden in 2010 onderscheiden met de Nederlandse Carnegie Wateler Vredesprijs.